# Косово: Моменат у цивилизацији
Косово: Моменат у цивилизацији (енгл. Kosovo: A Moment in Civilization) је српски документарни филм о културним добрима Србије на Косову и Метохији. Продуцент и режисер филма је Борис Малагурски, док је сценариста Милош Нинковић. Филм је премијерно приказан 15. септембра 2017. године у Паризу. Ово је други филм о Косову и Метохији српско-канадског режисера и продуцента Бориса Малагурског, први филм под називом Косово: Можете ли замислити? објављен је 2009. године.

## Радња
Филм почиње са Стефаном Поповићем, аустралијским водитељом српског порекла, који представља манастир Грачаницу, његову историју и значај, не само за Србе који су је изградили, већ и за читаво цивилизацију. У филму, Поповић често говори о свом детињству и посети овог манастира.
Поповић након тога приказује и прича о Цркви Богородице Љевишке у Призрену, која је подгинута у 14. веку, претворена у џамију за време Османског царства, а након тога поново постала црква почетком 20. века. Поповић такође прича о оштећеним фрескама ове цркве које је спаљена током немира на Косову и Метохији 2004. године.
У наставку филма представљен је манастир Пећка патријаршија, а Поповић објашњава његов значај Србима кроз историју, ратове током којих је манастир опстао и описује промене које су се догодиле у манастиру и његовој околини, када га је посетио, пре рата на Косову и Метохији
У филму је након тога приказан манастир Високи Дечани, о којем Поповић прича са архимандритом Савом Јањићем, који говори о значају овог манастира, као и о нападима на њега који су извели шиптарски екстремисти.
У последњем делу филма, Стефан Поповић тражи од УНЕСКА да не прими ткзв. државу Републику Косово у своје чланство, јер тврди да Влада Косова представља претњу за манастире и да, према његовима речима, они који су нападали локалитете културног наслеђа не могу бити поверени њиховој заштити.

## Приказивање
Након светске премијере филма у Паризу, 15. септембра 2017. године, филм је имао српску премијеру 22. септембра 2017. године у крипти храма Светог Саве у Београду. Пројекција филма одржана је и у Републици Српској, (Бања Лука), Русији (Москва), Аустралији (Сиднеј и Мелбурн), Шведској (Стокхолм), Сједињеним Државама (Чикаго, Мајами, Њујорк, Вашингтон и Бостон), Канади (Торонто), Швајцарској (Цирих), Аустрији (Беч, Инзбрук, Линц), Црној Гори (Подгорица), Словенији (Љубљана), Чешкој (Праг), Хрватској (Загреб), као и у другим градовима у Србији, односно у Суботици и Нишу.
Филм је у марту 2018. године пуштан на Радио-телевизији Србије. Такође филм је објављен 17. марта 2018. године на интернет сајту Вимио.

## Контроверзе
Филм је осудио премијер самопроглашене Републике Косово, Рамуш Харадинај, који сматра да је филм намерно наметнут како би се угрозила кандидатура Косова у УНЕСКО. Такође, Харадинај је оспорио то да су српски споменици и цркве на Косову и Метохији српска имовина. Председник канцеларије за Косово и Метохију, Марко Ђурић који је подржао снимање овог филма, констатовао је да је Харадинајева осуда велико признање за овај филм, честитао филмском тиму и обећао да ће и даље подржавати пројекте који откривају истину о српском наслеђу на Косову и Метохији.
Филм је у априлу 2018. године након пројекције у Загребу добио негативне критике од стране неколико хрватских веб-портала.